# اوگو پاسکواله میفسود
اوگو پاسکواله میفسود (انگلیسی: Ugo Pasquale Mifsud؛ ۱۲ سپتامبر ۱۸۸۹ – ۱۱ فوریه ۱۹۴۲) سیاستمدار، و نظریه‌پرداز حقوق اهل مالت بود. وی دو بار از ۲۲ سپتامبر ۱۹۲۴ تا ۱ اوت ۱۹۲۷ و سپس از ۲۱ ژوئن ۱۹۳۲ تا ۲ نوامبر ۱۹۳۳ نخست‌وزیر مالت بود.
اوگو پاسکواله میفسود در ۱۱ فوریه ۱۹۴۲، در سن ۵۲ سالگی درگذشت.